# 弗拉格勒博物馆
弗拉格勒博物馆（Flagler Museum），又名白厅（Whitehall），是美国佛罗里达州棕榈滩一座有55个房间的豪宅，向公众开放。该建筑已被列入国家史迹名录。

## 历史
白厅由标准石油的创建者亨利·弗拉格勒为他的第三任妻子玛丽·莉莉·凯南而建，1902年2月6日，弗拉格勒夫妇迁入，作为冬季住宅。亨利将其作为结婚礼物送给玛丽·莉莉。
1913年，83岁的弗拉格勒在白厅的大理石楼梯摔伤后死亡。四年后玛丽·莉莉去世，产业出售，其西侧增建了十层建筑。

## 建筑

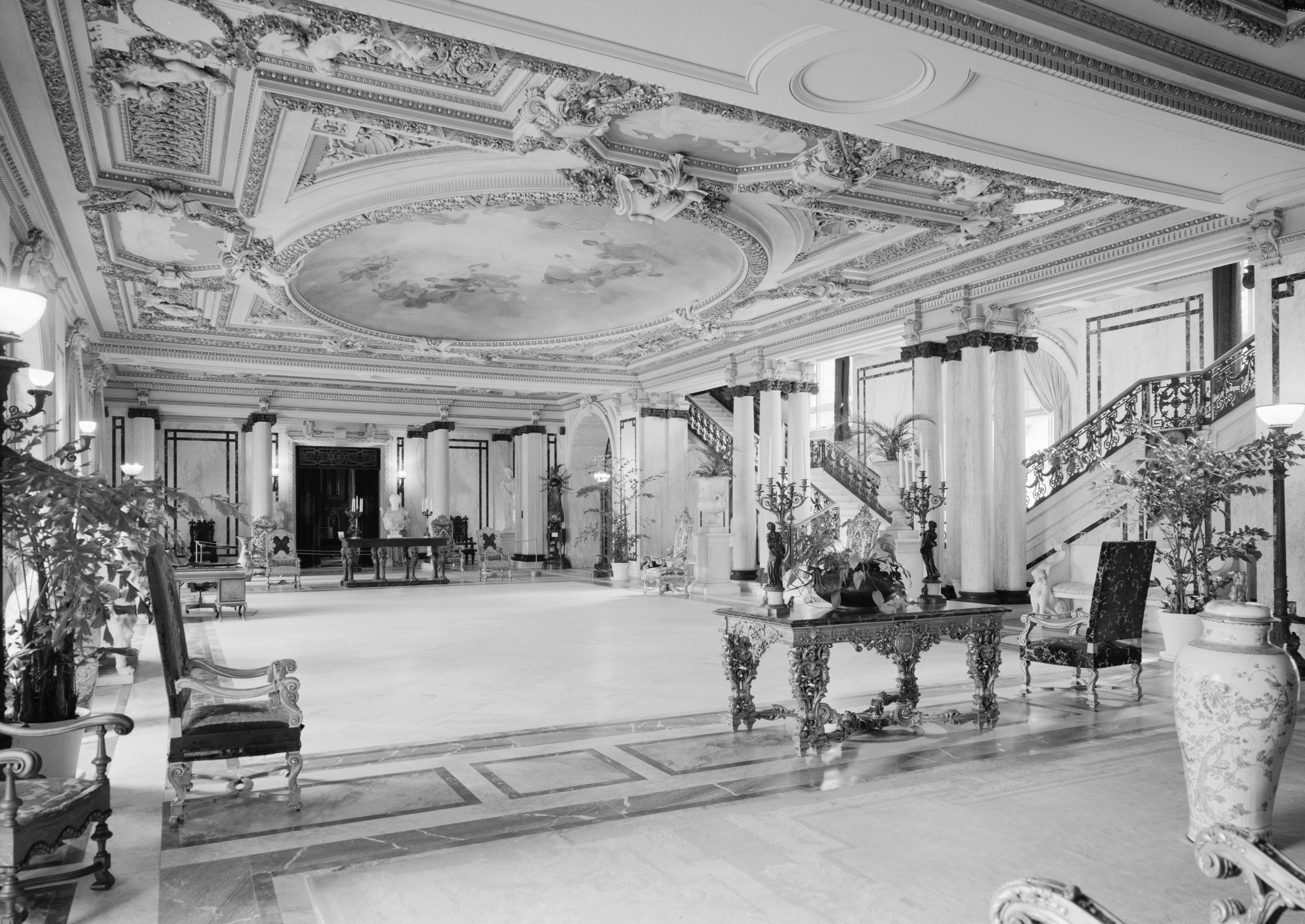
室内

当1902年白厅建成时，被纽约先驱报誉为“比欧洲任何宫殿更精彩，比世界上任何其他私人住宅更为宏伟辉煌。”它采用美术学院风格，可与罗得岛州纽波特奢侈的豪宅相媲美。